# 魏尼岑
魏尼岑是奥地利施蒂利亚州格拉茨城郊县的一个市镇。总面积18.94平方公里，总人口2458人，人口密度129.8人/平方公里（2005年）。